# IC 2220
IC 2220 je reflexní mlhovina, kterou britští astronomové pro podobnost s pivním džbánem nazvali anglicky Toby Jug. Nachází se ve vzdálenosti asi 1 200 světelných let od Země a je viditelná v souhvězdí Lodního kýlu. Objevil ji americký astronom DeLisle Stewart 30. března 1900.
Mlhovinu tvoří prach a plyny, které jsou ozařovány hvězdou HD 65750. Tato hvězda je ve vývojové fázi červeného obra a vyvrhuje část své hmoty do okolního vesmírného prostoru, čímž vzniká velký oblak plynů a prachu. Tvar mlhoviny na obloze trochu připomíná motýla.
Celý útvar se v roce 2013 podařilo podrobně vyfotografovat pomocí obřího dalekohledu VLT na chilském Cerro Paranalu.
V roce 2018 se podařilo pomocí hloubkových snímků objevit další slabší vrstvy této mlhoviny, které mohly být důkazem dalších dvou předchozích období, ve kterých se hvězda zbavovala hmoty.